# Limburg (Països Baixos)
|  | Per a altres significats, vegeu «Limburg». |

El Limburg (Lèmburg en limburguès) és una província del sud-est dels Països Baixos corresponent a una part de l'antic Ducat del Limburg. Fa frontera amb Alemanya a l'est, amb Bèlgica al sud i a l'est i amb la província del Brabant del Nord al nord. La seva capital és Maastricht.
Tota la província és vertebrada pel riu Mosa, que la travessa de sud a nord. Al sud de la província hi ha turons, incloent-hi el punt més alt de l'estat, el Vaalserberg, de 322 m d'altitud. A començaments del 2005 tenia 1.135.962 habitants dels quals el 80% eren catòlics.

## Idioma
Limburg té la seva llengua pròpia, anomenada limburguès (limburgs). Des de 1997 és una llengua regional oficial, i com a tal, rep una protecció moderada en el capítol 2n de la Carta Europea de les Llengües Regionals o Minoritàries. No és reconeguda pels governs neerlandès, alemany o belga com a idioma oficial. El limburguès és parlat aproximadament per 1,6 milions de persones al Limburg belga, neerlandès i alemany. El limburguès té molts dialectes diferents. Gairebé cada poble té el seu propi dialecte lleugerament diferent. Els dialectes del sud-est més cap a la frontera amb Alemanya (prop d'Aquisgrà) tenen un so més alemany, mentre que els dialectes que es parlen a la vall del Mosa (Maas) tenen un to una mica més lleugers. Fins i tot a les ciutats de Venlo i Maastricht encara els dialectes són molt diferents, separats per isoglosses. Aquestes distincions són presents des de fa centenars d'anys. També mostra signes de substrat cèltic.

## Política
El consell provincial (Provinciale Staten) té 63 escons, i és dirigit pel comissari de la reina. L'actual governador és Leon Frissen. Mentre que el Consell Provincial és elegit pels habitants, el governador és nomenat per la Reina i el gabinet dels Països Baixos. Els assumptes diaris de la província són atesos pels Gedeputeerde Staten, que també són encapçalats pel governador; els seus membres (gedeputeerden) tenen el rang de ministres.
| Resultat de les eleccions provincials | Resultat de les eleccions provincials | Resultat de les eleccions provincials | Resultat de les eleccions provincials | Resultat de les eleccions provincials |
| Partit                                | 2003                                  | 2003                                  | 2007                                  | 2007                                  |
| Partit                                | Vots en %                             | Regidors                              | Vots en %                             | Regidors                              |
| ------------------------------------- | ------------------------------------- | ------------------------------------- | ------------------------------------- | ------------------------------------- |
| CDA                                   | 42,6                                  | 28                                    | 35,4                                  | 18                                    |
| SP                                    | 5,8                                   | 4                                     | 18,6                                  | 9                                     |
| PvdA                                  | 21,7                                  | 14                                    | 15,9                                  | 8                                     |
| VVD                                   | 14,5                                  | 9                                     | 14,5                                  | 7                                     |
| GroenLinks                            | 5,6                                   | 3                                     | 4,2                                   | 2                                     |
| Partij Nieuw Limburg                  | 3,8                                   | 2                                     | 3,8                                   | 1                                     |
| PvdD                                  | -                                     | -                                     | 2,6                                   | 1                                     |
| D66                                   | 3,7                                   | 2                                     | 2,3                                   | 1                                     |
| LPF                                   | 2,3                                   | 1                                     | -                                     | -                                     |
| Total                                 | 44,6                                  | 63                                    | 44,0                                  | 47                                    |

| Eleccions legislatives neerlandeses de 2006 | Eleccions legislatives neerlandeses de 2006 | Eleccions legislatives neerlandeses de 2006 |
| ------------------------------------------- | ------------------------------------------- | ------------------------------------------- |
| Partit                                      | Vots en %                                   | +/- (2003)                                  |
| CDA                                         | 28,6                                        | - 8,9                                       |
| SP                                          | 20,6                                        | + 13,4                                      |
| PvdA                                        | 20,3                                        | - 6,3                                       |
| PVV                                         | 11,5                                        | -                                           |
| VVD                                         | 10,8                                        | - 3,3                                       |
| GroenLinks                                  | 3,4                                         | - 1,1                                       |
| PvdD                                        | 1,5                                         | + 0,9                                       |
| ChristenUnie                                | 1,2                                         | + 0,9                                       |
| D66                                         | 1,1                                         | - 1,8                                       |
| LPF                                         | 0,2                                         | - 5,1                                       |
| SGP                                         | 0,1                                         | + 0,0                                       |
| Participació                                | 77,9                                        | + 2,6                                       |